# Mezotel
Mezotel je tenká vrstva buněk vystýlající některé dutiny lidského organismu.

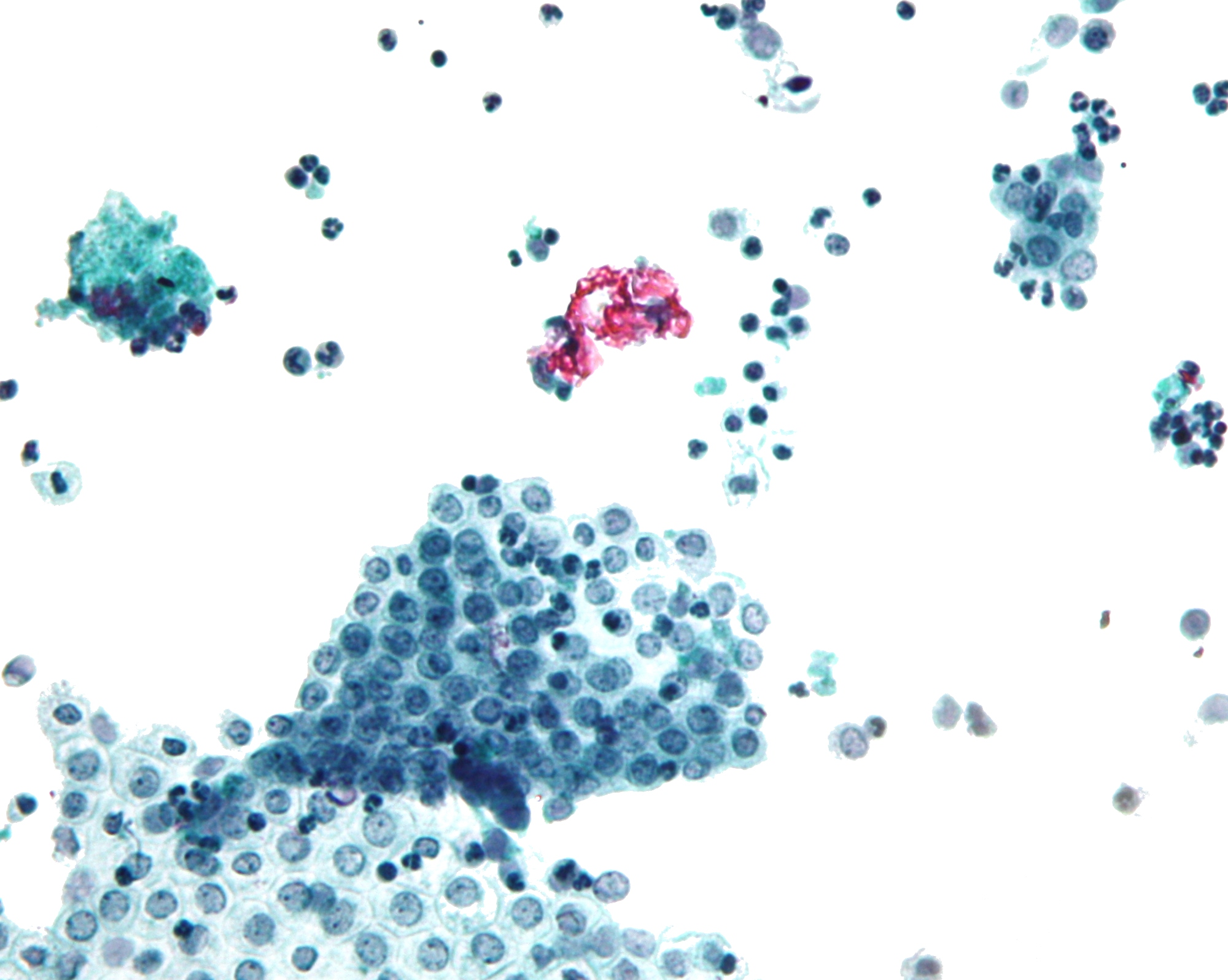
Benigní mezotelové buňky

## Původ
Mezotel pochází z embryonálních buněk mezodermu, který lemuje coelom v zárodku. Buňky se pak vyvíjí a vytvoří epitelovou tkáň.

## Popis
Mezotel je jednoduchý dlaždicový epitel, který kryje povrchy umožňující transport plynů či kapalin a tvoří výstelku různých tělních dutin. Mezotel spolu s tenkou vrstvou pojivové tkáně tvoří tzv. serózu. Serózu najdeme v dutině hrudní (pleura), břišní (peritoneum) a v srdci (perikard).
Tato tenká lesklá blána také obklopuje mužské vnitřní pohlavní orgány (lat. tunica vaginalis testis - serózní obal varlete) a pokrývá vnitřní reprodukční orgány žen (lat. tunica serosa uteri - serózní obal dělohy). Mezotel, popř. serózu dělíme na viscerální a parietální.

### Viscerální a parietální mezotel
Parietální mezotel se vztahuje k vnitřní části stěny tělesných dutin, zatímco viscerální pokrývá orgány. Příkladem může být pleura u plic. Pohrudnice je parietální pleura a pokrývá hrudní dutinu. Poplicnice přechází na plíce a je tak pleurou viscerální.
Dalším příkladem je už zmíněné peritoneum, jejíž parietální forma vystýlá břišní stěnu a viscerální pobřišnice kryje orgány břišní dutiny, tedy např. žaludek, střeva, slezinu, játra.

## Funkce
V pobřišniční dutině, jednoduchý dlaždicový epitel redukuje tření mezi viscerálními orgány produkováním tekutin a tekutiny také transportuje. V kardiovaskulárním systému, mezotel umožňuje přenos tekutin, živin a metabolitů skrz kapilární stěny. V plicích je mezotel efektivním prostředkem pro výměnu plynů a transport přes tenkostěnné kapiláry a alveoly.
Buňky mezotelu jsou citlivé a dokážou tak vnímat a odpovídat na signály. Vylučují glykosaminoglykany a detergent (povrchově aktivní činidlo), což umožňuje tělu chránit se před infekcí a rozšiřováním nádorů. Syntetizují a sekretují rozmanité spektrum mediátorů v reakci na vnější signály, které hrají důležitou roli v regulaci zánětlivých, imunitních a tkáňových odpovědích.
Mezotel také vylučuje plazminogen, který odstraňuje usazeniny fibrinu.

## Onemocnění

### Mezoteliom

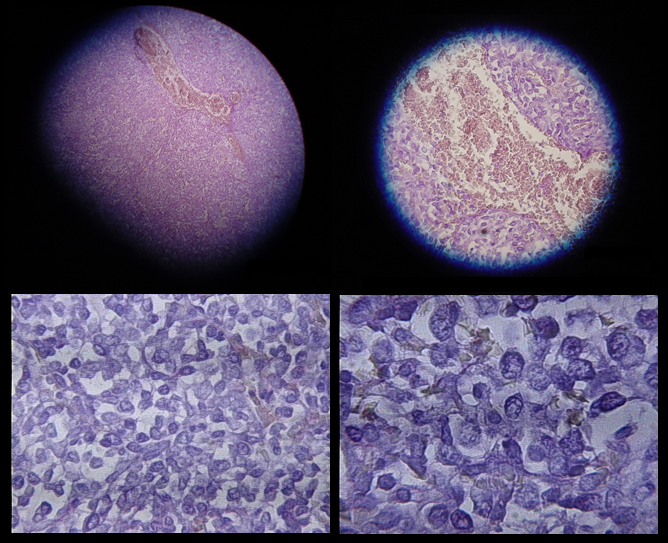
Mezoteliom

Mezoteliom je onemocnění, při kterém se buňky mezotelu stávají abnormálními a nekontrolovatelně se rozdělují. Mohou napadnout a poškodit jiné tkáně. Rakovinné buňky mohou také metastazovat ze svého původního místa do jiných částí těla. Mezoteliom je nádor vznikající většinou z pohrudnice, ale vzácně i z pobřišnice či osrdečníku. Více než 90% případů mezoteliomu je spojeno s azbestem. Vdechnutá azbestová vlákna poškozují plíce a dávají vznik nemoci zvané azbestóza a tím mohou způsobit vznik nádorového procesu v buňkách pleury. Proces vzniku mezoteliomu je velice dlouhý. Mezoteliom může vzniknout až s odstupem několika desítek let po dlouhodobějším kontaktu s azbestem.
Jak mezoteliom roste, začnou vznikat klinické projevy nemoci, které jsou dost podobné atypickému zápalu plic. Člověk může být dušný a unavený, bude mít suchý dráždivý kašel. Navíc se může vyskytovat bolest na hrudi, která má tzv. pleurální charakter, vyznačující se nestálou bolestí měnící se při dýchání. Při nádechu se zhoršuje a při výdechu mizí. Buňky nádoru mohou navíc do pohrudniční dutiny vylučovat tekutinu. Ta se v pohrudniční dutině začne hromadit a bude utlačovat příslušnou plíci, což bude mít za následek dušnost. Pokročilé formy nemoci se budou projevovat příznaky typickými pro pokročilé nádorové stavy obecně – ztráta hmotnosti, noční pocení a nechutenství.

### Nitrobřišní srůsty
Normálně mezotel vylučuje plazminogen odstraňující usazeniny fibrinu. Při chirurgických zákrocích může dojít k poškození mezotelu a začne se hromadit fibrin, což způsobuje srůsty. Tyto srůsty, pokud se vyskytují v břiše, mohou způsobit střevní zácpu či ženskou neplodnost a nebo mohou v hrudníku poškodit funkci srdce a plic.